# Torgau
Torgau è una città tedesca di 19 802 abitanti, situata nel Land della Sassonia.
È il capoluogo, ma non il centro maggiore, del circondario della Sassonia settentrionale.
Torgau si fregia del titolo di "Grande città circondariale" (Große Kreisstadt).
Appartiene al circondario (Landkreis) della Sassonia settentrionale (targa TDO) ed è parte della comunità amministrativa (Verwaltungsgemeinschaft) di Torgau.

## Storia
La Lega di Torgau (Torgauer Bund in tedesco) è stata un'alleanza di principi Protestanti, tra i quali Giovanni principe elettore di Sassonia e Filippo I Langravio d'Assia, formata nel 1526 dai principi luterani all'interno del Sacro Romano Impero, per opporsi a quanto stabilito nell'Editto di Worms.
Nel 1552 la vedova di Lutero, Katharina von Bora, si rifugiò a Torgau per scampare dalla peste a Wittenberg. Morì lo stesso anno ed è sepolta nella Marienkirche. 
Il 26 aprile del 1945, quasi alla fine della Seconda guerra mondiale, vi fu l'incontro tra l'esercito americano e l'Armata Rossa.

## Monumenti
- Castello Hartenfels (Schloss Hartenfels)